# ألفريد جوشوا بتلر
ألفريد جوشوا بتلر (1850 - 1936) (بالإنجليزية: Alfred Joshua Butler)‏ مؤرخ بريطاني، درس بأكسفورد وحصل على زمالة كلية براسينوز عام 1877 ودرجة الدكتوراه عام 1902. اهتم بالتاريخ المصري وكتب فيه عدة مؤلفات تنوعت مابين العصر القبطي إلى العصور الوسطى. من أهم كتبه «الكنائس القبطية القديمة في مصر» (أوكسفورد 1884) و «فتح العرب لمصر والثلاثين عاما الأخيرة من حكم الرومان» (أوكسفورد 1902) وكتاب «الحياة الملكية في البلاط الملكي» (1887) وفيه تفاصيل عن البلاط الملكي المصري(1) في تلك الفترة، فيذكر المؤلف في مقدمته أنه تم استدعائه لمصر في يناير 1880 ليدرس لأبناء الخديوي توفيق فبقي هناك إلى أن رحل عن مصر عام 1881 بعد أن شهد واقعة قصر النيل في ا فبراير 1881، وله تعليقات على كتاب أبو المكارم «تاريخ الكنائس والأديرة» والذي ترجمه عن العربية «بي. تي. أ. ايفتس» (B. T. A. Evetts) (1895).